# Rateri de Verona
Rateri de Verona (en llatí Ratherius Veronensis) (nascut vers 890 als afores de Lieja i mort el 974 a Namur era un monje de l'abadia de Lobbes. Va ser bisbe de Verona, de Lieja i abat de l'abadia d'Aulne. Va ser un escriptor i polemista en llatí reconegut. Una part de la seva obra va ser conservada fins avui.

## Obra
- Praeloquia
- Phrenesis
- Conclusio deliberativa
- Excerptum ex dialogo confessionali
- Qualitatis coniectura
- Vita S. Ursmari